# 準修士
準修士（じゅんしゅうし）とは、日本において特定の大学が独自に定める称号のひとつ。必ずしも準修士の正確な訳語ではないが、英米圏のグラジュエート・サーティフィケート及びグラデジュエート・ディプロマに相当する。graduate diploma は、イギリスでは修士ではなく学士に相当することに注意が必要。

## 事例
富山県立大学が大学院修士課程にて、一定の単位を取得し一年間の課程を修了し、準修士論文の審査に合格することで論文準修士の称号を授与している。
また、早稲田大学も2012年度以降、大学院政治学研究科ジャーナリズムコースに1年以上在籍し、各学期の修了時に中途退学する学生に対し準修士の称号を授与している。

## 相当する他国の制度

### オーストラリア
オーストラリアでは、準修士と日本語訳される課程として、Graduate certificate（グラジュエート・サーティフィケート）およびGraduate diploma（グラジュエート・ディプロマ, GDip）がある。これらは豪州資格フレームワーク（AQF）においてレベル8と定義されている。
グラジュエート・サーティフィケートは特定の専門分野における技能の育成を目的としたもので、コースワークを基本とし、通常、フルタイムで 1 セメスター、あるいはパートタイムでそれに相当する学修を要する。
グラジュエート・ディプロマもグラジュエート・サーティフィケートと同様、主に特定の専門分野におけるスキルの育成と関わる職業指向の学位(準学位)である。グラジュエート・ディプロマの目的は、大学院生を対象に新しい専門分野の技能もしくは職業関連の技能を育成すること。さらに、学士号など最初に取得した学位課程で身につけた知識や技能をさらに発展させることにある。通常、フルタイムで 1 年間、あるいはパートタイムでそれに相当する修学年限での学習がを要する。
グラジュエート・サーティフィケート、グラジュエート・ディプロマのいずれも、修士課程入学準備コース等の大学院進学予備課程を修了し、なおかつ、大学院の学位取得課程（修士課程等）に進学しない場合に授与される。 